# Transportes Aéreos Bolivianos
Transportes Aéreos Bolivianos (kurz TAB) ist eine staatliche bolivianische Frachtfluggesellschaft unter Aufsicht des Verteidigungsministeriums, mit Sitz in La Paz und internationaler Basis auf dem Flughafen Viru Viru.

## Geschichte
TAB wurde am 7. November 1977 als öffentliches Unternehmen unter autonomer Verwaltung ins Leben gerufen, nachdem im Juli 1977 ein Flugzeug des Typs Lockheed C-130 (Hercules) angeschafft wurde. Ab 1978 nahm es den Betrieb auf, zunächst auf nationale Ziele beschränkt. Später wurden auch internationale Ziele in Panama und den USA angeflogen.
Anfang 1980 wurde eine Maschine des Typs Lockheed L-100-30 Hercules angeschafft, mit der 1984 erstmals ein Transatlantikflug von Miami nach Zypern durchgeführt wurde. In den 90er-Jahren stieg das Transportvolumen zwischen Bolivien und den USA stark an. 1988 wurde eine für die zivile Nutzung umgebaute Lockheed AC-130A angeschafft.
In den Folgejahren drohte ein Verfall des Betriebs, aber mit der Machtübernahme der Regierung Evo Morales 2006 wurden er wiederbelebt. 2007 wurde mit einer McDonnell Douglas DC-10 zum ersten Mal ein Großraumflugzeug angeschafft, 2009 kam eine weitere Maschine (DC-10-30F) hinzu. Im gleichen Jahr wurde TAB per Rechtsverordnung in den Rang eines strategischen öffentlichen Unternehmens des bolivianischen Staats gehoben. Es wurde festgelegt, sechs Pilotenstellen zu schaffen. 2013 kam eine von Federal Express ausgemusterte, aber modernere MD-10-30F hinzu, zum Stand September 2018 das einzige aktive Flugzeug der TAB.

## Leistungen
TAB bedient vor allem die bolivianische Hauptachse zwischen Santa Cruz, La Paz/El Alto und Cochabamba. Transportiert wird fast jede Art von Gütern, einschließlich Wertgegenstände, Gefahrgut und Lebendvieh. Im Falle von Katastrophen wie etwa Überschwemmungen im Tiefland oder Erdbeben in Peru werden auch Hilfsflüge geleistet.
Internationale Flüge werden je nach Bedarf und Auftragslage durchgeführt. Regelmäßiger geht es in Richtung USA, Venezuela und Peru. Beispielsweise wurde TAB im September 2018 damit beauftragt, 20 Tonnen Wolfram nach Miami zu transportieren. Daneben werden auch Charterflüge angeboten.

## Flotte
Mit Stand April 2025 besteht die Flotte der Transportes Aéreos Bolivianos aus einem Flugzeug mit einem Alter von 36,8 Jahren:
| Flugzeugtyp                 | Anzahl | bestellt | Anmerkungen | Durchschnittsalter |
| --------------------------- | ------ | -------- | ----------- | ------------------ |
| McDonnell Douglas DC-10-30F | 1      |          |             | 36,8 Jahre         |
| Gesamt                      | 1      | -        |             | 36,8 Jahre         |

### Ehemalige Flugzeugtypen
In der Vergangenheit verwendete Transportes Aéreos Bolivianos auch folgende Flugzeugtypen:
- Douglas DC-8-50
- McDonnell Douglas DC-10-10
- McDonnell Douglas DC-10-30